# 中村繪里子
中村 繪里子（なかむら えりこ、1981年11月19日 - ）は、日本の声優、舞台女優、歌手、ラジオパーソナリティ。神奈川県横浜市出身、アーツビジョン所属。
代表作に『THE IDOLM@STER』（天海春香）、『宇宙戦艦ヤマト2199』（桐生美影）、『恋と選挙とチョコレート』（住吉千里）、『星空へ架かる橋』（中津川初） などがある。

## 来歴
最初は舞台、テレビドラマ、映画で芝居をしたいと思っていたが、「お芝居をやりたい」という気持ちが漠然としたものに変わり、思春期に入ると「自分の声が変だ」と気付く。日直の挨拶をすると周りに笑われることもあり、自分の声が他人に違和感を与えるかもしれないと考えるようになった。芝居をしていた時、『ロミオとジュリエット』のような悲劇でも笑われる可能性があると悩み、逆に「声だけで芝居をする機会はないか」と考えていたところ、職業としての声優を知り、声優を志すようになった。
日本ナレーション演技研究所 を経て、アーツビジョンに所属。19歳くらいの頃、初めて受けたオーディションに合格する。これがのちに「アイドルマスターシリーズ」となり天海春香役で15年以上演じ続けることになるゲーム作品だが、当時は「プロトタイプだから有名じゃない子がいい」と社内コンペに出すためのオーディションで、タイトルも決まっていなかった。商品化の際、中村は下ろされる可能性もあったが、春香役続投を望まれる。中村は「とにかく歌が怖くて」といった状態で、歌だけは別人に変更する案も出たが、音楽チームから「歌声に力があれば大丈夫」と言われ、再度オーディションを受けた。
2012年10月に『ニュータイプアニメアワード2012』にて女性声優賞1位となる。
2013年5月3日、徳島駅の一日駅長に就任。
2014年10月に『ニュータイプアニメアワード2014』にて女性声優賞1位となる。
2014年10月、とくしまアニメ大使に任命される。
2019年11月19日、38歳の誕生日に本人のTwitterで結婚したことを発表。

## 人物
趣味・特技は読書、鼻歌、おしゃべり、ぬいぐるみ劇。嫌いな食べ物に人参、ミミガー、春菊を挙げている。特に人参への苦手意識は幼少時のトラウマからきており、嫌いな食べ物として真っ先に挙げられていたが、その後は少しずつ食べられるようになってきている。
親しい声優は今井麻美。『PreStar』、『アイマスタジオ』、『今井麻美・中村繪里子のBread BanqueT』など様々なところで共演しており、公私ともに親しくしている。デュオユニット「A.I.E.N」としてライブ活動なども行っている。
吉田仁美とも親しく、2015年5月にユニット「中☆吉（なかよし）」を結成している。

## エピソード
「繪里子」という名前は父は「これから国際化の中で、海外の人にも名前を呼んでもらいやすいといいな」と名付けられたという。当初は「エリー」という名前を考えていたが、日本で困るからということで「繪里子」にしたという。
20歳になるくらいの頃に『THE IDOLM@STER』の天海春香に初めて会った時は「地味な印象の子だな」と少し衝撃を受けていた。春香は実際の人物に近い方向の絵柄だったこともあり、それ見ていた時は驚いていた。その時に「わたしはこれから声優としてやっていくけれど、この子と向き合うときには思い込みを捨てないと成立しない、この子を人間として感じているから、いわゆるアニメ芝居的なアプローチの仕方では会話ができないだろうな」と思っていた。春香の声が聞こえる時があり、台本や曲をもらったりしていた時に「春香の声がする。彼女はどう歌うかな、どうセリフをしゃべるかな」と聞こえてくる時があった。その時、「彼女がどうやってこの歌を歌うかな」と想像して、その声が聞こえてくることが、年数を重ねているごとに徐々に増えていった。それに安心すると同時に自分がそれを表現できない時の悔しさもあり、「春香はこう歌いたがってる」とわかってるものの、それができてないジレンマを感じたりもしているという。
2006年1月21日に開催された『THE IDOLM@STER』のシークレットイベントでは歌と舞台劇を披露した。そのステージでは自分の担当の歌だけでなく、そのとき不参加だった釘宮理恵の代役として歌を披露した。
2006年7月23日に開催された『THE IDOLM@STER 1st ANNIVERSARY LIVE』では歌や朗読劇に加え、当時未発表だった新曲『GO MY WAY!!』をソロで歌うという大役を果たした。

## 出演
太字はメインキャラクター。

### テレビアニメ
2003年
- ぽぽたん（男子生徒）

2006年
- しにがみのバラッド。（サワコ#6）

2008年
- 銀魂（松子#110）

2009年
- 真・恋姫†無双（2009年 - 2010年、袁術） - 2シリーズ

2011年
- THE IDOLM@STER（2011年 - 2012年、天海春香、ハム蔵、ブンタ） - 1シリーズ + 特別編
- お兄ちゃんのことなんかぜんぜん好きじゃないんだからねっ!!（加藤春華）
- 俺たちに翼はない（少年ヨージ）
- ベン・トー（茶髪）
- 星空へ架かる橋（中津川初）

2012年
- 恋と選挙とチョコレート（住吉千里）

2013年
- 宇宙戦艦ヤマト2199（桐生美影）
- マギ（2013年 - 2014年、ドゥニヤ・ムスタシム） - 2シリーズ
- ワルキューレロマンツェ（ノエル・マーレス・アスコット）

2014年
- 普通の女子校生が【ろこどる】やってみた。（伊勢見りのん）
- レディ ジュエルペット（えりす）

2015年
- コンクリート・レボルティオ〜超人幻想〜（2015年 - 2016年、風郎太） - 2シリーズ

2016年
- 霊剣山（2016年 - 2017年、玲、美女） - 2シリーズ

2017年
- AKIBA'S TRIP -THE ANIMATION-（清井大臣）
- THE IDOLM@STER Prologue SideM -Episode of Jupiter-（天海春香）

2018年
- ポプテピピック（2018年 - 2021年、ポプ子〈第9話Aパート / 再放送・リミックス版第3話Aパート〉）
- Caligula -カリギュラ-（ミレイ）

2019年
- 八月のシンデレラナイン（掛橋桃子）

2020年
- 名探偵コナン（成田摩由）

2022年
- Extreme Hearts（RISE Pロボ1、志村夏樹）

2023年
- 人間不信の冒険者たちが世界を救うようです（アイドル）
- アイドルマスター ミリオンライブ!（天海春香）

### 劇場アニメ
- THE IDOLM@STER MOVIE 輝きの向こう側へ!（2014年、天海春香[33]、ハム蔵）
- 宇宙戦艦ヤマト2199 星巡る方舟（2014年、桐生美影、メリア・リッケ[34]）
- 音楽少女（2015年、音楽教師）
- フラ・フラダンス（2021年[35]、日羽の母）

### OVA
- THE IDOLM@STER Live For You! オリジナルアニメDVD（2008年、天海春香）
- 真・恋姫†無双（2010年 - 2011年、袁術） - 2作品
- お兄ちゃんのことなんかぜんぜん好きじゃないんだからねっ!!（2011年、かな）
- 星空へ架かる橋 OVAスペシャル（2011年、中津川初）
- THE IDOLM@STER SHINY FESTA（2014年、天海春香） - 3作品
- 宇宙戦艦ヤマト2202 愛の戦士たち（2017年、桐生美影）
- OVA アズールレーン Queen's Orders（2023年、ヴィクトリアス）

### Webアニメ
- ヘタリアシリーズ（2009年 - 2013年、ベルギー、ちびエジプト） - 2シリーズ
- カイチュー!（2010年、不動権三郎）
- Paperman the Animation（2011年、テリシア）
- ぷちます! -プチ・アイドルマスター-（2013年 - 2014年、天海春香、はるかさん[36][37]、ひつじさん） - 2シリーズ

### ゲーム
2002年
- アーマード・コア3（ガヤ）
- Darling II Backlash（橘カリナ）

2004年
- Backlash 恋のエキゾースト・ヒート（橘カリナ）

2005年
- アイドルマスターシリーズ（2005年 - 2025年、天海春香、歌田音〈アーケード版〉） - 26作品

2006年
- マブラヴ（全年齢版）

2007年
- 死角探偵 空の世界 〜Thousand Dreams〜（夕葵観砂）

2008年
- ゼロの使い魔 迷子の終止符と幾千の交響曲（リーヴル）
- 太鼓の達人11（「エゴエゴアタクシ」歌唱）
- 鉄道むすめDS〜Terminal Memory〜（釜石まな）
- プリニー 〜オレが主人公でイイんスか?〜（パプリカ）

2009年
- eden*（浅井・F・ラヴィニア）
- Paperman（テリシア）
- ルミナスアーク3 アイズ（エルル）

2010年
- SDガンダムカプセルファイターオンライン（オペレーターTYPE A/H）
- テイルズ オブ ファンタジア なりきりダンジョンX（天海春香〈コスチューム〉）
- プリニー2 〜特攻遊戯! 暁のパンツ大作戦ッス!!〜（黒杉あさぎ）

2011年
- AKIBA'S TRIP（北田舞那）
- ヴァイスシュヴァルツ ポータブル（天海春香）

2012年
- アガレスト戦記 Mariage（シエラ）
- AKIBA'S TRIP PLUS（北田舞那）
- いますぐお兄ちゃんに妹だっていいたい!（住吉千里）
- 恋と選挙とチョコレート PORTABLE（住吉千里）
- 不死鬼譚きゅうこん 千年少女（吉岡楓）
- 嫁コレ（住吉千里）

2013年
- AKIBA'S TRIP2（霞会志遠）
- 少女兵器web（コロラン）
- 幻獣姫（ルシフェル）
- 神撃のバハムート（パメラ）
- ダンジョントラベラーズ2 王立図書館とマモノの封印（モニカ・メイシー）
- メタルマックス4 〜月光のディーヴァ〜（リモコン反太郎）

2014年
- 穢翼のユースティア Angel's blessing（リシア・ド・ノーヴァス・ユーリィ）
- グリモア〜私立グリモワール魔法学園〜（南条恋）
- 限界凸記 モエロクロニクル（ココ）
- 相州戦神館學園 八命陣 天之刻（龍辺歩美）
- フリーダムウォーズ（ベアトリーチェ・“リリィ”・アナスターシ）
- HOLY BREAKER! -THE WITCH BETRAYED BLUE MOON WICCA-（安倍晴歌）
- マジカ★マジカ（小森陽菜）

2015年
- ウチの姫さまがいちばんカワイイ（乳菓姫 ミルキィ・フレーバー）
- 月に寄りそう乙女の作法 〜ひだまりの日々〜（小倉朝日）

2016年
- 御城プロジェクト:RE（石山御坊、大坂城、錦城）
- 乙女理論とその周辺 -Bon Voyage-（小倉朝日）
- Caligula -カリギュラ-（ミレイ）
- テイルズ オブ アスタリア（天海春香）
- メダロット ガールズミッション（†漆黒の闇†）

2017年
- スーパーロボット大戦X-Ω（ハルシュタイン〈天海春香〉）
- AKIBA'S TRIP Festa!（霞会志遠）
- ダンジョントラベラーズ2-2 闇堕ちの乙女とはじまりの書（モニカ・メイシー）
- 戦艦少女R（クインシー）
- ワガママハイスペック（四月一日奏恋）
- テイルズ オブ ザ レイズ（天海春香）
- 放置少女〜百花繚乱の萌姫たち〜（2017年 - 2020年、張星彩、鮑三娘、関銀屏、凌統）

2018年
- Caligula Overdose -カリギュラ オーバードーズ-（ミレイ）
- アズールレーン / クロスウェーブ（2018年 - 2021年、ヴィクトリアス、天海春香） - 2作品
- フードファンタジー（たい焼き）

2019年
- 八月のシンデレラナイン（掛橋桃子）

2020年
- ワールドウィッチーズ UNITED FRONT（黒田那佳）
- OCTOPATH TRAVELER 大陸の覇者（コルネリア、ドロテア）

2022年
- 穢翼のユースティア（リシア・ド・ノーヴァス・ユーリィ）

2023年
- えとはなっ!～干支っ娘・花札バトル～（八俣クシナ）

### ドラマCD
2004年
- 子供（ガキ）の領分 4 噂の真髄
- 流行り神「怪異事件ファイル」

2005年
- THE IDOLM@STER ドラマCD Scene.01（天海春香）
- 子供（ガキ）の領分 7 怪物君パニック
- 流行り神 「呪われた都市伝説」

2006年
- THE IDOLM@STER シリーズ（天海春香）
  - Scene.02 - 06
  - NEW STAGE 01

- ドラマCD 乙女はお姉さまに恋してる シーズン03〜Girl meets Cat〜

2007年
- THE IDOLM@STER シリーズ（天海春香）
  - DRAMA NEW STAGE 02 - 03
  - MASTER ARTIST 02 高槻やよい

2008年
- THE IDOLM@STER シリーズ（天海春香）
  - Eternal Prism 01
  - relations 第1巻限定版特典ドラマCD「対決! アイドルファイトクラブ」

- 世界めいわく劇場 童話「人魚姫」（人魚姫）
- たなくま5th! ハッピーバースデー俺!（とちおとめちゃん）
- ドラマCD しるバ.（魔法少女）

2009年
- アイドルマスター Eternal Prism 02 - 03（天海春香、高槻浩司 ※02のみ）
- 幻想郷ミソギバライ（博麗霊夢）

2010年
- eden* 第1巻（ラヴィニア）
- ヘタリア ドラマCD インターバルvol.2「親分CD」（ベルギー）
- ぼくたちと駐在さんの700日戦争 Part.3（和美）

2011年
- ドラマCD 穢翼のユースティア 全6章（2011年 - 2012年、リシア・ド・ノーヴィス・ユーリィ）
- ドラマCD ぷちます! -PETIT IDOLM@STER- 01・02（天海春香、はるかさん）

2012年
- THE IDOLM@STER No Make!（天海春香）
- シチュエーションドラマCD 先生編
- ワルキューレロマンツェ 少女騎士物語 ドラマCD第1 - 3巻（2012年 - 2013年、ノエル・マーレス・アスコット）

2014年
- アイドルマスター ワンフォーオール 初回限定版付属 スペシャルドラマCD「765プロが行く！トップアイドルのお仕事見学」（天海春香）
- 当て屋の椿 ドラマCD「狛犬の行方編」（桔梗）
- ドラマCD YRAラジオヤマト Vol.4
- 普通の女子校生が【ろこどる】やってみた。『ろこどるサミットやってみた』（伊勢見りのん）※単行本第3巻ドラマCD付き特装版

2015年
- ノーブルウィッチーズ※単行本第3巻〜第6巻ドラマCD付き同梱版（黒田那佳）

2018年
- THE IDOLM@STER MILLION THE@TER GENERATION 07 トゥインクルリズム（ぴーちゃん〈天海春香〉、ギョーカイジン首領ワイハー、トゥインクルパクト）

2021年
- 水湊いづきの1stアルバム『Brilliance』Bonus Track：音声ドラマ「深海のブルーバード」

### デジタルコミック
- VOMIC シュガーズ（2009年、松添黄恵）
- 魔女ノ結婚（2021年、ターニャ[92]）

### オーディオドラマ
- THE IDOLM@STER NO Make!（2011年、天海春香）
- THE IDOLM@STER No Make+!（2015年、天海春香）
- クレシェンド（2019年[93][94][95]、アンナ・シュロス[96]）
- Extreme Hearts S×S×S（2022年、RISE Pロボ1）

### ラジオドラマ
- 野に咲く花  -誰も死なない2-（2010年、伊勢日和）
- NISSAN あ、安部礼司〜BEYOND THE AVERAGE（2016年、宴光）

### パチンコ・パチスロ
- THE IDOLM@STER LIVE in SLOT!（2012年、天海春香）
- パチスロ ベン・トー 〜半額弁当争奪戦!!〜（2017年、茶髪）
- Pフィーバー アイドルマスター ミリオンライブ!（2021年、天海春香）
- パチスロ アイドルマスター ミリオンライブ!（2021年、天海春香[97]）

### 吹き替え
- ヘラクレス（女子生徒）

### ラジオ
※はインターネット配信。
2000年代
- ジーストアWEBラジオ エッグステージ（2002年 - 2003年、GeeSTORE.com※）
  - 中村繪里子のとんでけテケテケ！
  - 中村繪里子と吉田真弓のメイドのテケテケ！

- 声優生活向上委員会（2004年 - 2006年、AIIインターネットラジオ※）
  - えりりん、ゆりかのぉ声優生活向上委員会
  - えりりん、あいりーの声優生活向上委員会Shuffle
  - 佐久間紅美、中村繪里子の声優生活向上委員会Shuffle

- ラジオdeアイマSHOW!（2006年 - 2007年、アニメイトTV※）
- WEBラジ☆ショッピングマスター（2007年、THE IDOLM@STER公式サイト※） - 天海春香 役
- アイドルマスター Radio For You!（2007年 - 2008年、アニメイトTV※）
- アイドルマスター P.S.プロデューサー（2008年 - 2009年、アニメイトTV※）
- おどろき戦隊 モモノキファイブ（2009年 - 2017年、ラジオ関西）
- ラジオdeアイマSTAR☆（2009年 - 2011年、アニメイトTV※）
- ルミナスアークらじお放送部〜合図はふぁんたすてぃっく!〜（2009年 - 2010年、『ルミナスアーク3 アイズ』公式サイト※）

2010年代
- ごぶごぶちゃん☆（2010年 - 2015年、超!A&G+※）
- アイマスタジオ（2011年 - 2016年、HiBiKi Radio Station※）
- AKIBA'S TRIP ダブプリねっと!（2011年、HiBiKi Radio Station※）
- みんなで作る小芝居バラエティ 中村繪里子とザ・マッシュの ぷちドラ同好会（2012年、HiBiKi Radio Station※）
- 佳奈・繪里子の「秋葉原活性化委員会」（2012年、ラジカメSTATION!※）
- 中村繪里子の「ら♥ら★ら♪なかむランド〜Love♥Laugh★Life♪〜」（2013年 - 2016年、超!A&G+※）
- FM鷲ノ繪（2014年 - 2017年、FMさくだいら）
- YRAラジオヤマト（2014年 - 2015年、音泉※）
- コンクリート・レボ“レディオ”（2015年 - 2016年、音泉※）
- 中村繪里子 キラとき☆（2016年 - 2018年、ミュージックバード）
- パワーボイスA（2017年 - 2018年、NHKラジオ第1）
- びばりば!!（2017年 - 2018年、ラジオ関西）
- 中村繪里子・吉田尚記の本格雑談くちをひらく（2017年-、podcast※）
- 中村県ちえのわ市（2018年 - 、トライリミテッドch.※）
- おはよう☆なかよし（2018年 - 2019年、超!A&G+※）
- THE IDOLM@STER MUSIC ON THE RADIO（2019年、ニコニコ生放送※） - アシスタントパーソナリティー

2020年代
- 繪ほんの中には（2020年 - 、ふくろうFM）
- トークファイターブレイク（2021年 - 2022年、市川うららFM）
- まいラバ ～My Life's Bible～（2022年 - 2024年、市川うららFM）
- 東京トーカー（2023年 -2024年 、渋谷クロスFM※）レギュラーパーソナリティ
- 今井麻美・中村繪里子のBread BanqueT（2024年 - 、ニコニコ生放送※）

### ラジオCD
- DJCD ラジオdeアイマSHOW!シリーズ（2006年 - 2007年） - 全10枚
- DJCD アイドルマスター Radio For You!シリーズ（2008年） - 全6枚
- DJCD アイドルマスター P.S.プロデューサー PR For You!
- アニたまどっとコム presents 真夏のリレートークCD
- おどろき戦隊 モモノキファイブ 関連商品
  - おどろき戦隊 モモノキファイブ 〜ひみつ図鑑1 - 14〜
  - 劇情盤おどろき戦隊モモノキファイブ〜モモノキファイブVSレインボートラップ
  - 劇情盤おどろき戦隊モモノキファイブvsフラワーZX
- 佳奈・繪里子の秋葉原活性化委員会 DJCD VOL.1
- ごぶごぶちゃん☆スピンオフCD 絶対王政シーズン1 - 3、絶対激論シーズン4/絶対田村シーズン5/絶対主義シーズン6/絶対接待シーズン7/絶対オフシーズン8（2010年 - 2013年）
- ラジオCD「iM@STUDIO」Vol.1 - Vol.19（2011年 - 2016年）
  - ごぶごぶちゃん☆ウルトラスーパーベスト1 - 8（2011年 - 2015年）
- YRAラジオヤマト ラジオCD
- 緒方恵美のショッケン乱YO!! ラジオCDだいいちだん!（2012年8月24日）

### CM
- ナップス（ラジオ）
- らしんばん（ラジオ）
- アイドルマスター ポップリンクス「ひと息プロデュース！篇」（2021年、TVCM） - 天海春香 役 / 顔出しでも出演

### ナレーション
- ファンネルB（バンダイTV）
- ミスキャンパスが行く! 学園祭突撃レポート（Yahoo! JAPAN）
- 劇場公開記念!!「宇宙戦艦ヤマト2199 星巡る方舟」発進SP（TBS）
- ふじびじ（タマホーム企業紹介）

### 吹き替え
- キャロルの初恋
- ニュースの天才

### テレビ番組
- アイドルマスター10周年記念特番 MEMORIES OF IDOL WORLD!!（TOKYO MX・BS11：2015年12月26日）

### インターネットTV
2003年
- ぷちリセ-Petit Lycee-（9月24日 -itv24.com：中村繪里子、たかはし智秋、佐久間紅美、吉住梢）

2004年
- アギュー（1月12日 - 、itv24.com：中村繪里子、今井麻美、おたっきい佐々木）
- PreStar（5月3日 - 、itv24.com：中村繪里子、今井麻美、MOS王子）

2006年
- Fun! KIDS SCHOOL!（バンダイチャンネル：中村繪里子、高山哲平、花やしきアクターズスタジオの皆さん）

2008年
- 今井麻美,中村繪里子の自遊王国Net Chat Night（4月11日 - 、7月11日- 、Stickam JAPAN!）
- ファンタジーアース ゼロ メルファリア  ANNEX（MSN：8月16日 - 9月13日）

2020年
- ポプマス生配信（ニコニコ生放送・YouTube Live・Periscope：11月8日・12月15日）ポプマス宣伝大使

### 舞台
- KOYA-MAP vol3『チョコレートガールズ』（2010年2月10日 - 14日、シアターサンモール） - 夏子 役[110]
- 劇団キリン食堂 第7回公演 CM TIME 2（2010年6月12日 - 20日、俳優座劇場） - 佐藤真理 役[111]
- チョコレートガールズ2 〜チョコレートガールズVSアズキガールズ〜（2011年2月9日 - 14日、前進座劇場）[112]
- 演劇企画CRANQ 3rd STAGE「止むに止まれず！」（2015年2月12日、ザ・ポケット）[113]
- エグ女（2018年2月24日 - 3月4日、CBGKシブゲキ!!）[114]

### 朗読劇
- 日本の古典シリーズ朗読劇『源氏物語〜奥ゆかしき恋の果て〜』（2019年8月22日、8月23日、TOKYO FM HALL）女性たち 役[115]
- 声のプロフェッショナルが奏でるリーディングシェイクスピア『マクベス』（2020年12月3日、池袋サンシャイン劇場）マクベス夫人 役ほか[116]
- VISIONARY READING『三島由紀夫レター教室』（2025年10月8日〈予定〉、紀伊國屋ホール）氷ママ子 役[117]

### テレビドラマ
- スイッチを押すとき（2006年）

### 映像作品
- 小野坂シェフのきまぐれクッキング（アニたまSHOP特典DVD）

2006年
- THE IDOLM@STER MASTER MOVIE

2008年
- THE IDOLM@STER MASTER BOX IV（5月23日、「Go to the NEXTSTAGE!! THE IDOLM@STER GREAT PARTY」のライブパートダイジェスト映像が収録されたDVD付き）

2009年
- THE IDOLM@STER 4th ANNIVERSARY PARTY SPECIAL DREAM TOUR’S!!

2011年
- THE IDOLM@STER 5th ANNIVERSARY The world is all one !!
- THE IDOLM@STER 6th ANNIVERSARY SMILE SUMMER FESTIV@L!

2012年
- THE IDOLM@STER 7th ANNIVERSARY 765PRO ALLSTARS みんなといっしょに!
- 秋葉原声優まつり THE MOVIE
- 声旬! presents 鷲ノ繪
  - 鷲ノ繪の夏、日本の夏
  - プロデューサーさんっ! 鷲ノ繪ですよ、鷲ノ繪!!
  - バレンタインを大喜利で楽しもうじゃないか

2013年
- THE IDOLM@STER MUSIC FESTIV@L OF WINTER!!
- HiBiKi Radio Station × THE IDOLM@STER 春のP祭り
- ラジオ アイドルマスター シンデレラガールズ『デレラジ』DVD Vol.3
- 宝探し〜ミネルヴァの箱〜in 河口湖オルゴールの森美術館
- 声旬! presents 鷲ノ繪
  - あつのHANABIはなつい
  - ついてきてーーこのサキのステージへ

2014年
- THE IDOLM@STER 8th ANNIVERSARY HOP! STEP!! FESTIV@L!!!
- THE IDOLM@STER M@STERS OF IDOL WORLD!!2014

2015年
- THE IDOLM@STER 9th ANNIVERSARY WE ARE M@STERPIECE!!

2016年
- THE IDOLM@STER M@STER OF IDOL WORLD!!2015 Live Blu-ray

2017年
- THE IDOLM@STER PRODUCER MEETING 2017 765PRO ALLSTARS FUN TO THE NEW VISION!! EVENT Blu-ray PERFECT BOX（11月22日）

2018年
- THE IDOLM@STER 765 MILLIONSTARS HOTCHPOTCH FESTIV@L!! LIVE Blu-ray DAY1（11月21日）

2019年
- THE IDOLM@STER ニューイヤーライブ!! 初星宴舞 LIVE Blu-ray 絢爛装丁版（1月30日）
- THE IDOLM@STER PRODUCER MEETING 2018 What is TOP!!!!!!!!!!!!!!? EVENT Blu-ray PERFECT BOX（2019年7月31日）

2020年
- バンダイナムコエンターテインメントフェスティバル 2days LIVE Blu-ray（9月9日）

2023年
- THE IDOLM＠STER 765PRO ALLSTARS LIVE SUNRICH COLORFUL LIVE Blu-ray（7月26日）
- THE IDOLM@STER M@STERS OF IDOL WORLD!!!!! 2023 Blu-ray PERFECT BOX!!!!!

### その他コンテンツ
- Windows Live メッセンジャーアドバイザー 「まいこ」 
  - 「まいこ」はWindows Live メッセンジャー上で利用できるWindows Live Agents。使ってみましたWindows Live｜Vol.2 中村繪里子 では「まいこ」に喋らせる予定があることを聞いた中村の方から立候補したことにより「まいこ」の声を中村繪里子が担当することとなり、2008年4月11日から「まいこ」のウインクがWindows Live メッセンジャーで配信されている。
- まぜてよ★生ボイス 携帯用ボイスサイト（2009年、着信ボイス）かりん、はるこ、ゆい、エレン、ひなの
- ボイノベ『無尽合体キサラギ』（2014年、電子書籍サービス）ハルシュタイン
- VOCALOID CV-4Cβ（2009年、CEATEC JAPAN ヤマハブース出展）VOCALOIDのボイスサンプル[129]
- 一日駅長 徳島駅（2013年5月3日）[130]
- 中村繪里子 きけないらじお（2016年9月[131] - 2017年4月）
- なぜ、この人と話をすると楽になるのか（2017年、オーディオブック）朗読[132]

## ディスコグラフィ

### シングル
| 発売日        | タイトル             | 備考                                                        |
| ------------- | -------------------- | ----------------------------------------------------------- |
| 2018年2月12日 | 約束の場所まで       | 中村繪里子 「キラとき☆」オープニング主題歌 配信限定シングル |
| 2018年2月27日 | そんな素敵な夜だから | 中村繪里子 「キラとき☆」エンディング主題歌 配信限定シングル |

### アルバム
|     | 発売日         | タイトル                                                              |
| --- | -------------- | --------------------------------------------------------------------- |
| 1st | 2012年10月26日 | ら♡ら☆ら♪なかむランド〜Love♡Laugh☆Live♪〜                             |
| 2nd | 2013年4月19日  | 中村繪里子 GO!GO!LIVE! ら♥ら★ら♪なかむランド〜Love♥Laugh★Live♪〜      |
| 3rd | 2013年10月31日 | 中村繪里子 Anniversary Live ら♥ら★ら♪なかむランド〜Love♥Laugh★Live♪〜 |
| 4th | 2014年9月20日  | 中村繪里子 Fan Fun Live ら♥ら★ら♪なかむランド〜Love♥Laugh★Live♪〜     |
| 5th | 2015年10月17日 | 中村繪里子 Thank You LIVE ら♥ら★ら♪なかむランド〜Love♥Laugh★Live♪〜   |

### キャラクターソング
| 発売日         | 商品名 | 歌 | 楽曲 | 備考                                                                                             |
| -------------- | --- | --- | --- | ------------------------------------------------------------------------------------------------ |
| 2005年9月28日  | THE IDOLM@STER MASTERPIECE 01 魔法をかけて!                                                                                    | 天海春香（中村繪里子）、萩原雪歩（落合祐里香）、秋月律子（若林直美） | 「魔法をかけて!（M@STER VERSION）」 「THE IDOLM@STER（HYR VERSION）」 | ゲーム『THE IDOLM@STER（アーケード）』関連曲                                                     |
| 2006年3月22日  | THE IDOLM@STER MASTERPIECE 04                                                                                                  | 天海春香（中村繪里子）、水瀬伊織（釘宮理恵）、如月千早（今井麻美） | 「太陽のジェラシー（M@STER VERSION）」 | ゲーム『THE IDOLM@STER（アーケード）』関連曲                                                     |
| 2006年3月22日  | THE IDOLM@STER MASTERPIECE 04                                                                                                  | 水瀬伊織（釘宮理恵）、天海春香（中村繪里子）、如月千早（今井麻美） | 「おはよう!! 朝ご飯」 | ゲーム『THE IDOLM@STER（アーケード）』関連曲                                                     |
| 2006年3月22日  | THE IDOLM@STER MASTERPIECE 04                                                                                                  | 天海春香（中村繪里子）、高槻やよい（仁後真耶子） | 「Here we go!!」 | ゲーム『THE IDOLM@STER（アーケード）』関連曲                                                     |
| 2006年3月22日  | THE IDOLM@STER MASTERPIECE 04                                                                                                  | 双海亜美 / 真美（下田麻美）、天海春香（中村繪里子）、高槻やよい（仁後真耶子） | 「エージェント夜を往く」 | ゲーム『THE IDOLM@STER（アーケード）』関連曲                                                     |
| 2006年5月31日  | THE IDOLM@STER MASTERPIECE 05                                                                                                  | 水瀬伊織（釘宮理恵）、天海春香（中村繪里子）、高槻やよい（仁後真耶子） | 「Here we go!!（M@STER VERSION）」 | ゲーム『THE IDOLM@STER（アーケード）』関連曲                                                     |
| 2006年5月31日  | THE IDOLM@STER MASTERPIECE 05                                                                                                  | 天海春香（中村繪里子）、如月千早（今井麻美）、萩原雪歩（落合祐里香）、高槻やよい（仁後真耶子）、秋月律子（若林直美）、三浦あずさ（たかはし智秋）、水瀬伊織（釘宮理恵）、菊地真（平田宏美）、双海亜美 / 真美（下田麻美） | 「THE IDOLM@STER（M@STER VERSION -REMIX-）」 | ゲーム『THE IDOLM@STER（アーケード）』関連曲                                                     |
| 2006年7月19日  | THE IDOLM@STER MASTER BOX | 天海春香（中村繪里子） | 「おはよう!! 朝ご飯」 「9:02pm」 「Here we go !!」 「蒼い鳥」 「魔法をかけて!」 「エージェント夜を往く」 「First Stage」 「ポジティブ!」 「THE IDOLM@STER」 | ゲーム『THE IDOLM@STER（アーケード）』関連曲                                                     |
| 2006年12月20日 | THE IDOLM@STER MASTERWORK 00 私はアイドル♡                                                                                     | 星井美希（長谷川明子）、天海春香（中村繪里子）、如月千早（今井麻美） | 「私はアイドル♡」 | ゲーム『THE IDOLM@STER（Xbox 360版）』関連曲                                                     |
| 2007年1月18日  | THE IDOLM@STER Your Song | 天海春香（中村繪里子） | 「大スキ!」 | ゲーム『THE IDOLM@STER（Xbox 360版）』関連曲                                                     |
| 2007年1月31日  | THE IDOLM@STER MASTERWORK 01 GO MY WAY!!                                                                                       | 天海春香（中村繪里子）、水瀬伊織（釘宮理恵）、高槻やよい（仁後真耶子） | 「GO MY WAY!!（M@STER VERSION）」 | ゲーム『THE IDOLM@STER（Xbox 360版）』関連曲                                                     |
| 2007年1月31日  | THE IDOLM@STER MASTERWORK 01 GO MY WAY!!                                                                                       | 天海春香（中村繪里子） | 「太陽のジェラシー（M@STER VERSION）」 | ゲーム『THE IDOLM@STER（Xbox 360版）』関連曲                                                     |
| 2007年4月4日   | THE IDOLM@STER MASTER BOX II                                                                                                   | 天海春香（中村繪里子） | 「GO MY WAY!!」 「思い出をありがとう」 「relations」 「まっすぐ」 「My Best Friend」 「私はアイドル♡」 | ゲーム『THE IDOLM@STER（Xbox 360版）』関連曲                                                     |
| 2007年7月18日  | THE IDOLM@STER MASTER ARTIST 01 天海春香                                                                                       | 天海春香（中村繪里子） | 「I Want」 「悲しみよこんにちは」 「GO MY WAY!!（M@STER VERSION）」 「神さまのBirthday」 「i」 | ゲーム『THE IDOLM@STER（Xbox 360版）』関連曲                                                     |
| 2007年10月24日 | THE IDOLM@STER MASTER ARTIST FINALE 765プロ ALLSTARS                                                                           | IM@S ALLSTARS | 「団結」 | ゲーム『THE IDOLM@STER（Xbox 360版）』関連曲                                                     |
| 2007年10月24日 | THE IDOLM@STER MASTER ARTIST FINALE 765プロ ALLSTARS                                                                           | IM@S ALLSTARS+ | 「i」 | ゲーム『THE IDOLM@STER（Xbox 360版）』関連曲                                                     |
| 2007年12月19日 | THE IDOLM@STER Christmas for you!                                                                                              | 天海春香（中村繪里子） | 「雪に願いを」 | ゲーム『THE IDOLM@STER（Xbox 360版）』関連曲                                                     |
| 2007年12月19日 | THE IDOLM@STER Christmas for you!                                                                                              | 天海春香（中村繪里子）、如月千早（今井麻美）、高槻やよい（仁後真耶子）、菊地真（平田宏美）、星井美希（長谷川明子） | 「メリー」 | ゲーム『THE IDOLM@STER（Xbox 360版）』関連曲                                                     |
| 2008年2月13日  | THE IDOLM@STER MASTER LIVE 00 shiny smile                                                                                      | 天海春香（中村繪里子）、如月千早（今井麻美）、秋月律子（若林直美） | 「shiny smile（M@STER VERSION）」 | ゲーム『THE IDOLM@STER LIVE FOR YOU!』関連曲                                                     |
| 2008年3月5日   | THE IDOLM@STER MASTER LIVE 01 REM@STER-A                                                                                       | 天海春香（中村繪里子） | 「relations（REM@STER-A）」 | ゲーム『THE IDOLM@STER LIVE FOR YOU!』関連曲                                                     |
| 2008年3月5日   | THE IDOLM@STER MASTER LIVE 01 REM@STER-A                                                                                       | 天海春香（中村繪里子）、高槻やよい（仁後真耶子）、双海真美（下田麻美） | 「思い出をありがとう（REM@STER-A）」 | ゲーム『THE IDOLM@STER LIVE FOR YOU!』関連曲                                                     |
| 2008年3月5日   | THE IDOLM@STER MASTER LIVE 01 REM@STER-A                                                                                       | 天海春香（中村繪里子）、高槻やよい（仁後真耶子）、星井美希（長谷川明子）、三浦あずさ（たかはし智秋）、双海亜美 / 真美（下田麻美） | 「いっしょ」 | ゲーム『THE IDOLM@STER LIVE FOR YOU!』関連曲                                                     |
| 2008年4月5日   | ファミソン8BIT☆アイドルマスター 02 天海春香 / 星井美希                                                                         | 天海春香（中村繪里子）、星井美希（長谷川明子） | 「私はアイドル♡（『ワルキューレの伝説』ファミソン8BIT MIX）」 「太陽のジェラシー（『オーダイン』ファミソン8BIT MIX）」 「relations（『ギャプラス』ファミソン8BIT MIX）」 「THE IDOLM@STER（たろすけバスターNW MIX）」 | ゲーム『THE IDOLM@STER』関連曲                                                                   |
| 2008年4月5日   | ファミソン8BIT☆アイドルマスター 02 天海春香 / 星井美希                                                                         | 天海春香（中村繪里子） | 「強い女（『メトロクロス』NEW SONG）」 | ゲーム『THE IDOLM@STER』関連曲                                                                   |
| 2008年4月30日  | THE IDOLM@STER MASTER BOX III                                                                                                  | 天海春香（中村繪里子） | 「9:02pm（REMIX-A）」 「太陽のジェラシー（REMIX-A）」 「おはよう!! 朝ご飯（REMIX-A）」 「Here we go!!（REMIX-A）」 「蒼い鳥（REMIX-A）」 「First Stage（REMIX-A）」 「ポジティブ!（REMIX-A）」 「エージェント夜を往く（REMIX-A）」 「魔法をかけて!（REMIX-A）」 「THE IDOLM@STER（REMIX-A）」 「GO MY WAY!!（REMIX-A）」 「思い出をありがとう（REMIX-A）」 「relations（REMIX-A）」 「まっすぐ（REMIX-A）」 「My Best Friend（REMIX-A）」 「私はアイドル♡（REMIX-A）」 | ゲーム『THE IDOLM@STER LIVE FOR YOU!』関連曲                                                     |
| 2008年5月14日  | THE IDOLM@STER MASTER LIVE 03 Do-Dai                                                                                           | 天海春香（中村繪里子）、菊地真（平田宏美） | 「YES♪」 | ゲーム『THE IDOLM@STER LIVE FOR YOU!』関連曲                                                     |
| 2008年5月14日  | THE IDOLM@STER MASTER LIVE 03 Do-Dai                                                                                           | 天海春香（中村繪里子） | 「蒼い鳥（REM@STER-A）」 | ゲーム『THE IDOLM@STER LIVE FOR YOU!』関連曲                                                     |
| 2008年5月23日  | THE IDOLM@STER MASTER BOX IV                                                                                                   | 天海春香（中村繪里子） | 「蒼い鳥（REMIX-B）」 「おはよう!! 朝ご飯（REMIX-B）」 「9:02pm（REMIX-B）」 「太陽のジェラシー（REMIX-B）」 「魔法をかけて!（REMIX-B）」 「エージェント夜を往く（REMIX-B）」 「Here we go!!（REMIX-B）」 「First Stage（REMIX-B）」 「ポジティブ!（REMIX-B）」 「THE IDOLM@STER（REMIX-B）」 「GO MY WAY!!（REMIX-B）」 「思い出をありがとう（REMIX-B）」 「relations（REMIX-B）」 「まっすぐ（REMIX-B）」 「My Best Friend（REMIX-B）」 「私はアイドル♡（REMIX-B）」 | ゲーム『THE IDOLM@STER LIVE FOR YOU!』関連曲                                                     |
| 2008年11月19日 | THE IDOLM@STER BEST ALBUM 〜MASTER OF MASTER〜                                                                                 | IM@S ALLSTARS | 「GO MY WAY!!」 | ゲーム『THE IDOLM@STER』関連曲                                                                   |
| 2008年11月19日 | THE IDOLM@STER BEST ALBUM 〜MASTER OF MASTER〜                                                                                 | 高槻やよい（仁後真耶子）、双海亜美 / 真美（下田麻美）、天海春香（中村繪里子） | 「Do-Dai（M@STER VERSION）」 | ゲーム『THE IDOLM@STER』関連曲                                                                   |
| 2008年11月19日 | THE IDOLM@STER BEST ALBUM 〜MASTER OF MASTER〜                                                                                 | 天海春香（中村繪里子）、三浦あずさ（たかはし智秋） | 「太陽のジェラシー（M@STER VERSION）」 | ゲーム『THE IDOLM@STER』関連曲                                                                   |
| 2008年11月19日 | THE IDOLM@STER BEST ALBUM 〜MASTER OF MASTER〜                                                                                 | 天海春香（中村繪里子） | 「THE IDOLM@STER（M@STER VERSION）」 | ゲーム『THE IDOLM@STER』関連曲                                                                   |
| 2008年11月19日 | THE IDOLM@STER BEST ALBUM 〜MASTER OF MASTER〜                                                                                 | 水瀬伊織（釘宮理恵）、天海春香（中村繪里子） | 「Here we go!!（M@STER VERSION）」 | ゲーム『THE IDOLM@STER』関連曲                                                                   |
| 2008年11月19日 | THE IDOLM@STER BEST ALBUM 〜MASTER OF MASTER〜                                                                                 | 天海春香（中村繪里子）、萩原雪歩（落合祐里香）、秋月律子（若林直美） | 「shiny smile（M@STER VERSION）」 | ゲーム『THE IDOLM@STER』関連曲                                                                   |
| 2008年12月10日 | THE IDOLM@STER MASTER SPECIAL 765 “Colorful Days”                                                                              | 天海春香（中村繪里子）、如月千早（今井麻美）、双海亜美（下田麻美） | 「Colorful Days（M@STER VERSION）」 「スキ」 | ゲーム『THE IDOLM@STER SP』関連曲                                                                |
| 2008年12月10日 | THE IDOLM@STER MASTER SPECIAL 765 “Colorful Days”                                                                              | 天海春香（中村繪里子）、如月千早（今井麻美）、高槻やよい（仁後真耶子） | 「サイレント ナイト」 | ゲーム『THE IDOLM@STER SP』関連曲                                                                |
| 2009年2月4日   | THE IDOLM@STER MASTER SPECIAL 01 天海春香・高槻やよい                                                                          | 天海春香（中村繪里子） | 「乙女よ大志を抱け!!」 「それが、愛でしょう」 「私はアイドル♡（SINGLE VERSION）」 | ゲーム『THE IDOLM@STER SP』関連曲                                                                |
| 2009年2月4日   | THE IDOLM@STER MASTER SPECIAL 01 天海春香・高槻やよい                                                                          | 天海春香（中村繪里子）、高槻やよい（仁後真耶子） | 「i（REM@STER-A）」 | ゲーム『THE IDOLM@STER SP』関連曲                                                                |
| 2009年2月4日   | THE IDOLM@STER MASTER SPECIAL 01 天海春香・高槻やよい                                                                          | 高槻やよい（仁後真耶子）、天海春香（中村繪里子） | 「L・O・B・M」 | ゲーム『THE IDOLM@STER SP』関連曲                                                                |
| 2009年3月18日  | THE IDOLM@STER MASTER BOX V | 天海春香（中村繪里子） | 「shiny smile」 「Do-Dai」 「my-song」 「i」 「ふるふるフューチャー☆」 「神さまのBirthday」 | ゲーム『THE IDOLM@STER LIVE FOR YOU!』関連曲                                                     |
| 2009年5月17日  | THE IDOLM@STER MASTER BOX catalog 08,09,11 COMPLETE                                                                            | 天海春香（中村繪里子） | 「shiny smile（REMIX-A）」 「Do-Dai（REMIX-A）」 「my song（REMIX-A）」 「i（REMIX-A）」 「shiny smile（REMIX-B）」 「Do-Dai（REMIX-B）」 「my song（REMIX-B）」 「i（REMIX-B）」 | ゲーム『THE IDOLM@STER LIVE FOR YOU!』関連曲                                                     |
| 2009年10月2日  | アイドルマスターブレイク! 第2巻限定版特典CD                                                                                    | 天海春香（中村繪里子） | 「ムーンライト伝説」 | 漫画『アイドルマスターブレイク！』関連曲                                                         |
| 2009年12月16日 | 「真・恋姫†無双」キャラクターソングCD 二「袁術・張勲・郭嘉」                                                                   | 袁術（中村繪里子）、張勲（たかはし智秋）、郭嘉（今井麻美） | 「勇星乱舞 -You Say Love!-」 「今を信じて」 「道しるべ」 | テレビアニメ『真・恋姫†無双』挿入歌                                                              |
| 2010年3月17日  | THE IDOLM@STER MASTER SPECIAL SPRING                                                                                           | 天海春香（中村繪里子）、水瀬伊織（釘宮理恵）、我那覇響（沼倉愛美）、秋月律子（若林直美）、菊地真（平田宏美）、萩原雪歩（長谷優里奈） | 「チェリー」 「またね（M@STER VERSION）」 | ゲーム『THE IDOLM@STER SP』関連曲                                                                |
| 2010年3月17日  | THE IDOLM@STER MASTER SPECIAL SPRING                                                                                           | 天海春香（中村繪里子） | 「色・ホワイトブレンド」 「笑って！」 | ゲーム『THE IDOLM@STER SP』関連曲                                                                |
| 2010年3月31日  | THE IDOLM@STER MASTER BOX VI                                                                                                   | 天海春香（中村繪里子） | 「キラメキラリ」 「迷走Mind」 「目が逢う瞬間」 「スタ→トスタ→」 「隣に…」 「フタリの記憶」 「Kosmos, Cosmos」 「いっぱいいっぱい」 | ゲーム『THE IDOLM@STER SP』関連曲                                                                |
| 2010年5月12日  | THE IDOLM@STER BEST OF 765+876=!! VOL.01                                                                                       | 天海春香（中村繪里子）、菊地真（平田宏美）、高槻やよい（仁後真耶子）、我那覇響（沼倉愛美）、日高愛（戸松遥） | 「THE 愛」 | ゲーム『THE IDOLM@STER』関連曲                                                                   |
| 2010年6月23日  | THE IDOLM@STER BEST OF 765+876=!! VOL.03                                                                                       | 天海春香（中村繪里子）、高槻やよい（仁後真耶子）、水瀬伊織（釘宮理恵）、如月千早（今井麻美）、菊地真（平田宏美） | 「GO MY WAY!!（M@STER VERSION）」 | ゲーム『THE IDOLM@STER』関連曲                                                                   |
| 2010年6月23日  | THE IDOLM@STER BEST OF 765+876=!! VOL.03                                                                                       | IM@S ALLSTARS+ | 「i」 | ゲーム『THE IDOLM@STER』関連曲                                                                   |
| 2010年6月23日  | THE IDOLM@STER BEST OF 765+876=!! VOL.03                                                                                       | IM@S ALLSTARS++ | 「L・O・B・M」 | ゲーム『THE IDOLM@STER』関連曲                                                                   |
| 2010年6月23日  | THE IDOLM@STER BEST OF 765+876=!! VOL.03                                                                                       | IM@S ALLSTARS1641 | 「THE IDOLM@STER」 | ゲーム『THE IDOLM@STER』関連曲                                                                   |
| 2010年7月3日   | THE IDOLM@STER BEST OF 765+876=!! THE iDRE@MLOST                                                                               | 天海春香（中村繪里子） | 「THE 愛」 | ゲーム『THE IDOLM@STER』関連曲                                                                   |
| 2010年9月22日  | THE IDOLM@STER MASTER ARTIST 2 Prologue                                                                                        | 天海春香（中村繪里子）、星井美希（長谷川明子）、萩原雪歩（浅倉杏美）、我那覇響（沼倉愛美）、四条貴音（原由実） | 「THE IDOLM@STER 2nd-mix」 | ゲーム『THE IDOLM@STER 2』関連曲                                                                 |
| 2010年9月22日  | THE IDOLM@STER MASTER ARTIST 2 Prologue                                                                                        | IM@S 765PRO ALLSTARS | 「団結2010」 | ゲーム『THE IDOLM@STER 2』関連曲                                                                 |
| 2010年11月3日  | THE IDOLM@STER MASTER ARTIST 2 -FIRST SEASON- 01 天海春香                                                                      | 天海春香（中村繪里子） | 「START!!」 「太陽のジェラシー（M@STER VERSION）」 「世界で一番頑張ってる君へ」 「MEGARE!（M@STER VERSION）」 | ゲーム『THE IDOLM@STER 2』関連曲                                                                 |
| 2010年11月3日  | THE IDOLM@STER MASTER ARTIST 2 -FIRST SEASON- 01 天海春香                                                                      | 天海春香（中村繪里子）、我那覇響（沼倉愛美）、星井美希（長谷川明子） | 「Tip Taps Tip」 | ゲーム『THE IDOLM@STER 2』関連曲                                                                 |
| 2010年11月3日  | THE IDOLM@STER MASTER ARTIST 2 -FIRST SEASON- 02 我那覇響                                                                      | 我那覇響（沼倉愛美）、天海春香（中村繪里子）、星井美希（長谷川明子） | 「Tip Taps Tip」 | ゲーム『THE IDOLM@STER 2』関連曲                                                                 |
| 2010年11月3日  | THE IDOLM@STER MASTER ARTIST 2 -FIRST SEASON- 03 星井美希                                                                      | 星井美希（長谷川明子）、天海春香（中村繪里子）、我那覇響（沼倉愛美） | 「Tip Taps Tip」 | ゲーム『THE IDOLM@STER 2』関連曲                                                                 |
| 2011年2月9日   | The world is all one !! | 天海春香（中村繪里子）、我那覇響（沼倉愛美）、星井美希（長谷川明子） | 「The world is all one !!（M@STER VERSION）」 | ゲーム『THE IDOLM@STER 2』関連曲                                                                 |
| 2011年2月9日   | The world is all one !! | 765PRO ALLSTARS | 「The world is all one !!（M@STER VERSION）」 | ゲーム『THE IDOLM@STER 2』関連曲                                                                 |
| 2011年3月26日  | お兄ちゃんのことなんかぜんぜん好きじゃないんだからねっ!! キャラクターソングアルバム 歌なんかぜんぜん歌いたくないんだからねっ!! | 楠原尋乃（白石涼子）、加藤春華（中村繪里子） | 「キミはキミらしく」 | テレビアニメ『お兄ちゃんのことなんかぜんぜん好きじゃないんだからねっ!!』関連曲                   |
| 2011年5月27日  | だっしゅどシンデレラ | 中津川初（中村繪里子）、神本円佳（清水愛） | 「だっしゅどシンデレラ」 | テレビアニメ『星空へ架かる橋』エンディングテーマ                                                 |
| 2011年5月27日  | だっしゅどシンデレラ | 中津川初（中村繪里子）、神本円佳（清水愛） | 「明日への架け橋」 | テレビアニメ『星空へ架かる橋』関連曲                                                             |
| 2011年6月25日  | THE IDOLM@STER MASTER BOX VII                                                                                                  | 天海春香（中村繪里子） | 「Colorful Days」 「オーバーマスター」 「キミはメロディ」 「またね」 「L・O・B・M」 | ゲーム『THE IDOLM@STER SP』関連曲                                                                |
| 2011年8月3日   | 星空へ架かる橋 キャラクターソングアルバム                                                                                      | 中津川初（中村繪里子） | 「星空へ続く道も」 「星風のホロスコープ」 | テレビアニメ『星空へ架かる橋』関連曲                                                             |
| 2011年8月3日   | 星空へ架かる橋 キャラクターソングアルバム                                                                                      | 中津川初（中村繪里子）、日向伊吹（青葉りんご）、神本円佳（清水愛） | 「星風のホロスコープ（#12 ver.）」 | テレビアニメ『星空へ架かる橋』エンディングテーマ                                                 |
| 2011年8月10日  | THE IDOLM@STER ANIM@TION MASTER 01 READY!!                                                                                     | 765PRO ALLSTARS | 「READY!!（M@STER VERSION）」 | テレビアニメ『THE IDOLM@STER』オープニングテーマ                                                 |
| 2011年8月10日  | THE IDOLM@STER ANIM@TION MASTER 01 READY!!                                                                                     | 天海春香（中村繪里子）、菊地真（平田宏美）、萩原雪歩（浅倉杏美） | 「おもいでのはじまり」 | テレビアニメ『THE IDOLM@STER』関連曲                                                             |
| 2011年9月7日   | THE IDOLM@STER ANIM@TION MASTER 02                                                                                             | 765PRO ALLSTARS | 「The world is all one !!（M@STER VERSION）」 | テレビアニメ『THE IDOLM@STER』エンディングテーマ                                                 |
| 2011年9月7日   | THE IDOLM@STER ANIM@TION MASTER 02                                                                                             | 天海春香（中村繪里子）、高槻やよい（仁後真耶子）、双海亜美 / 真美（下田麻美）、萩原雪歩（浅倉杏美）、水瀬伊織（釘宮理恵）、四条貴音（原由実） | 「神SUMMER!!」 | テレビアニメ『THE IDOLM@STER』挿入歌                                                             |
| 2011年10月5日  | THE IDOLM@STER ANIM@TION MASTER 03                                                                                             | 765PRO ALLSTARS | 「THE IDOLM@STER」 | テレビアニメ『THE IDOLM@STER』エンディングテーマ                                                 |
| 2011年10月5日  | THE IDOLM@STER ANIM@TION MASTER 03                                                                                             | 765PRO ALLSTARS | 「L・O・B・M」 | テレビアニメ『THE IDOLM@STER』挿入歌                                                             |
| 2011年10月5日  | THE IDOLM@STER ANIM@TION MASTER 03                                                                                             | 765+876PRO ALLSTARS | 「GO MY WAY!!」 | テレビアニメ『THE IDOLM@STER』エンディングテーマ                                                 |
| 2011年11月9日  | THE IDOLM@STER ANIM@TION MASTER 04 CHANGE!!!!                                                                                  | 765PRO ALLSTARS | 「CHANGE!!!!（M@STER VERSION）」 | テレビアニメ『THE IDOLM@STER』オープニングテーマ                                                 |
| 2011年11月30日 | THE IDOLM@STER ANIM@TION MASTER 05                                                                                             | 天海春香（中村繪里子）、星井美希（長谷川明子）、如月千早（今井麻美）、高槻やよい（仁後真耶子）、萩原雪歩（浅倉杏美）、菊地真（平田宏美）、双海真美（下田麻美）、四条貴音（原由実）、我那覇響（沼倉愛美） | 「自分REST@RT（M@STER VERSION）」 | テレビアニメ『THE IDOLM@STER』挿入歌                                                             |
| 2011年11月30日 | THE IDOLM@STER ANIM@TION MASTER 05                                                                                             | 765PRO ALLSTARS | 「i」 「MEGARE!（M@STER VERSION）」 | テレビアニメ『THE IDOLM@STER』エンディングテーマ                                                 |
| 2011年11月30日 | THE IDOLM@STER ANIM@TION MASTER 05                                                                                             | 天海春香（中村繪里子）、星井美希（長谷川明子）、如月千早（今井麻美）、双海亜美 / 真美（下田麻美）、四条貴音（原由実）、我那覇響（沼倉愛美） | 「Colorful Days（M@STER VERSION）」 | テレビアニメ『THE IDOLM@STER』エンディングテーマ                                                 |
| 2011年12月28日 | THE IDOLM@STER ANIM@TION MASTER 06                                                                                             | 如月千早（今井麻美）、天海春香（中村繪里子）、星井美希（長谷川明子）、高槻やよい（仁後真耶子）、萩原雪歩（浅倉杏美）、菊地真（平田宏美）、双海亜美 / 真美（下田麻美）、水瀬伊織（釘宮理恵）、三浦あずさ（たかはし智秋）、四条貴音（原由実）、我那覇響（沼倉愛美） | 「約束（TV VERSION）」 | テレビアニメ『THE IDOLM@STER』挿入歌                                                             |
| 2012年2月1日   | THE IDOLM@STER ANIM@TION MASTER 07                                                                                             | 天海春香（中村繪里子）、如月千早（今井麻美）、双海亜美 / 真美（下田麻美）、三浦あずさ（たかはし智秋）、四条貴音（原由実）、我那覇響（沼倉愛美） | 「Happy Christmas」 | テレビアニメ『THE IDOLM@STER』エンディングテーマ                                                 |
| 2012年2月1日   | THE IDOLM@STER ANIM@TION MASTER 07                                                                                             | 天海春香（中村繪里子） | 「さよならをありがとう」 | テレビアニメ『THE IDOLM@STER』挿入歌                                                             |
| 2012年2月1日   | THE IDOLM@STER ANIM@TION MASTER 07                                                                                             | 765PRO ALLSTARS | 「私たちはずっと…でしょう?」 「READY!! & CHANGE!!!! SPECIAL EDITION」 | テレビアニメ『THE IDOLM@STER』挿入歌                                                             |
| 2012年2月1日   | THE IDOLM@STER ANIM@TION MASTER 07                                                                                             | 765PRO ALLSTARS | 「まっすぐ」 「いっしょ（NEW VERSION）」 | テレビアニメ『THE IDOLM@STER』エンディングテーマ                                                 |
| 2012年4月27日  | 穢翼のユースティア -Original CharacterSong Series- St.IRENE, LAVRIA / LICIA                                                    | リシア・ド・ノーヴァス・ユーリィ（中村繪里子） | 「Buds Crown」 | ゲーム『穢翼のユースティア』関連曲                                                               |
| 2012年8月22日  | CHOCOLATE SELECTION | 住吉千里（中村繪里子） | 「My Dearest! My Darling!」 | テレビアニメ『恋と選挙とチョコレート』関連曲                                                     |
| 2012年10月17日 | THE IDOLM@STER ANIM@TION MASTER 生っすかSPECIAL 04                                                                             | 天海春香（中村繪里子）、菊地真（平田宏美）、双海真美（下田麻美） | 「Honey Heartbeat（M@STER VERSION）」 「初恋 〜四章 運命のイブ〜」 | テレビアニメ『THE IDOLM@STER』関連曲                                                             |
| 2012年10月17日 | THE IDOLM@STER ANIM@TION MASTER 生っすかSPECIAL 04                                                                             | 天海春香（中村繪里子） | 「天使のゆびきり」 「TOMORROW」 | テレビアニメ『THE IDOLM@STER』関連曲                                                             |
| 2012年10月24日 | 恋チョコデュエットソングCD 1 千里＆皐月                                                                                        | 住吉千里（中村繪里子）、東雲皐月（浅川悠） | 「Can’t Stop Loving!」 | テレビアニメ『恋と選挙とチョコレート』関連曲                                                     |
| 2012年10月24日 | 恋チョコデュエットソングCD 1 千里＆皐月                                                                                        | 住吉千里（中村繪里子） | 「Can’t Stop Loving!」 | テレビアニメ『恋と選挙とチョコレート』関連曲                                                     |
| 2012年11月14日 | アエイウエオア！ | 天海春香（中村繪里子）、如月千早（今井麻美） | 「アエイウエオア！」 | Webラジオ『アイマスタジオ』テーマソング                                                          |
| 2012年11月14日 | アエイウエオア！ | 天海春香（中村繪里子） | 「アエイウエオア！」 | Webラジオ『アイマスタジオ』関連曲                                                                |
| 2012年11月28日 | ら♪ら♪ら♪わんだぁらんど | 765PRO ALLSTARS featuring ぷちどる | 「ら♪ら♪ら♪わんだぁらんど」 | Webアニメ『ぷちます! -プチ・アイドルマスター-』テーマソング                                      |
| 2013年1月30日  | THE IDOLM@STER ANIM@TION MASTER 生っすかSPECIAL CURTAIN CALL                                                                   | 天海春香（中村繪里子）、星井美希（長谷川明子）、如月千早（今井麻美）、高槻やよい（仁後真耶子）、萩原雪歩（浅倉杏美）、我那覇響（沼倉愛美） | 「We Have A Dream（M@STER VERSION）」 | パチスロ『THE IDOLM@STER LIVE in SLOT!』テーマソング                                             |
| 2013年1月30日  | THE IDOLM@STER ANIM@TION MASTER 生っすかSPECIAL CURTAIN CALL                                                                   | 天海春香（中村繪里子） | 「君のままで 」 | テレビアニメ『THE IDOLM@STER』関連曲                                                             |
| 2013年1月30日  | PETIT IDOLM@STER Twelve Seasons! Vol.4 天海春香 & はるかさん                                                                   | 天海春香（中村繪里子） | 「SWITCH ON」 「ら♪ら♪ら♪わんだぁらんど」 「あ・り・が・と・YESTERDAYS」 | Webアニメ『ぷちます! -プチ・アイドルマスター-』関連曲                                            |
| 2013年2月10日  | THE IDOLM@STER MASTER BOX VIII                                                                                                 | 天海春香（中村繪里子） | 「The world is all one !!」 「MEGARE!」 「きゅんっ！ヴァンパイアガール」 「愛 LIKE ハンバーガー」 「Honey Heartbeat」 「Little Match Girl」 | ゲーム『THE IDOLM@STER 2』関連曲                                                                 |
| 2013年3月27日  | THE IDOLM@STER 第1巻特装版特典CD                                                                                               | 天海春香（中村繪里子）、星井美希（長谷川明子）、如月千早（今井麻美）、高槻やよい（仁後真耶子） | 「ゆりゆららららゆるゆり大事件」 | 漫画『THE IDOLM@STER』関連曲                                                                     |
| 2013年4月10日  | THE IDOLM@STER ANIM@TION MASTER 生っすかSPECIAL 弦楽四重奏 初恋組曲                                                            | 天海春香（中村繪里子） | 「初恋 〜四章 運命のイブ〜」 | テレビアニメ『THE IDOLM@STER』関連曲                                                             |
| 2013年4月24日  | THE IDOLM@STER LIVE THE@TER PERFORMANCE 01 Thank You!                                                                          | 765 MILLIONSTARS | 「Thank You!」 | ゲーム『アイドルマスター ミリオンライブ!』テーマソング                                           |
| 2013年4月24日  | THE IDOLM@STER LIVE THE@TER PERFORMANCE 01 Thank You!                                                                          | 765PRO ALLSTARS | 「Thank You!」 | ゲーム『アイドルマスター ミリオンライブ!』テーマソング                                           |
| 2013年5月29日  | THE IDOLM@STER LIVE THE@TER PERFORMANCE 02                                                                                     | 天海春香（中村繪里子） | 「キラメキ進行形」 | ゲーム『アイドルマスター ミリオンライブ！』関連曲                                                |
| 2013年5月29日  | THE IDOLM@STER LIVE THE@TER PERFORMANCE 02                                                                                     | 天海春香（中村繪里子）、天空橋朋花（小岩井ことり）、七尾百合子（伊藤美来）、箱崎星梨花（麻倉もも）、最上静香（田所あずさ） | 「Legend Girls!!」 | ゲーム『アイドルマスター ミリオンライブ！』関連曲                                                |
| 2013年7月7日   | THE IDOLM@STER ANIM@TION MASTER READY!! ソロ・リミックス                                                                       | 天海春香（中村繪里子） | 「READY!!（M@STER VERSION）」 | テレビアニメ『THE IDOLM@STER』関連曲                                                             |
| 2013年9月15日  | THE IDOLM@STER ANIM@TION MASTER CHANGE!!!! ソロ・リミックス                                                                    | 天海春香（中村繪里子） | 「CHANGE!!!!（M@STER VERSION）」 | テレビアニメ『THE IDOLM@STER』関連曲                                                             |
| 2013年9月18日  | THE IDOLM@STER 765PRO ALLSTARS+ GRE@TEST BEST! -THE IDOLM@STER HISTORY-                                                        | 765PRO ALLSTARS | 「MUSIC♪（M@STER VERSION）」 | ゲーム『THE IDOLM@STER SHINY FESTA』テーマソング                                                 |
| 2013年12月18日 | THE IDOLM@STER 765PRO ALLSTARS+ GRE@TEST BEST! -LOVE＆PEACE!-                                                                  | 天海春香（中村繪里子）、如月千早（今井麻美）、三浦あずさ（たかはし智秋）、秋月律子（若林直美） | 「Vault That Borderline!（M@STER VERSION）」 | ゲーム『THE IDOLM@STER SHINY FESTA』関連曲                                                       |
| 2014年1月      | アイドルマスター ミュージックコレクション                                                                                      | 天海春香（中村繪里子） | 「クリスマス・イブ」 | ゲーム『THE IDOLM@STER』関連曲                                                                   |
| 2014年1月29日  | M@STERPIECE | 765PRO ALLSTARS | 「M@STERPIECE」 | 劇場アニメ『THE IDOLM@STER MOVIE 輝きの向こう側へ!』テーマソング                                 |
| 2014年1月29日  | M@STERPIECE | 765PRO ALLSTARS | 「THE IDOLM@STER（MOVIE VERSION）」 | 劇場アニメ『THE IDOLM@STER MOVIE 輝きの向こう側へ！』挿入歌                                      |
| 2014年1月29日  | M@STERPIECE | 天海春香（中村繪里子）、星井美希（長谷川明子）、如月千早（今井麻美）、高槻やよい（仁後真耶子）、菊地真（平田宏美）、水瀬伊織（釘宮理恵）、双海亜美 / 真美（下田麻美）、三浦あずさ（たかはし智秋）、萩原雪歩（浅倉杏美）、我那覇響（沼倉愛美）、四条貴音（原由実） | 「M@STERPIECE（MOVIE VERSION）」 | 劇場アニメ『THE IDOLM@STER MOVIE 輝きの向こう側へ！』挿入歌                                      |
| 2014年1月29日  | M@STERPIECE | 天海春香（中村繪里子）、我那覇響（沼倉愛美） | 「shiny smile（M@STER VERSION）」 | 劇場アニメ『THE IDOLM@STER MOVIE 輝きの向こう側へ！』挿入歌                                      |
| 2014年1月29日  | M@STERPIECE | 天海春香（中村繪里子）、如月千早（今井麻美）、三浦あずさ（たかはし智秋） | 「MUSIC♪（M@STER VERSION）」 | 劇場アニメ『THE IDOLM@STER MOVIE 輝きの向こう側へ！』挿入歌                                      |
| 2014年4月18日  | ぷちます! かんしゃさい〜すぺしゃるCD〜                                                                                         | 天海春香（中村繪里子） | 「SWITCH ON」 | Webアニメ『ぷちます! -プチ・アイドルマスター-』関連曲                                            |
| 2014年4月18日  | ぷちます! かんしゃさい〜すぺしゃるCD〜                                                                                         | 天海春香（中村繪里子）、高槻やよい（仁後真耶子）、秋月律子（若林直美）、星井美希（長谷川明子）、四条貴音（原由実）、我那覇響（沼倉愛美） | 「ら♪ら♪ら♪わんだぁらんど」 | Webアニメ『ぷちます! -プチ・アイドルマスター-』関連曲                                            |
| 2014年5月13日  | ONENESS | アイドルマスター、藍井エイル、アフィリア・サーガ、angela、いとうかなこ、Wake Up, Girls!、小野賢章、OLDCODEX、喜多村英梨、GRANRODEO、栗林みな実、黒崎真音、ZAQ、JAM Project、sweet ARMS、鈴木このみ、STAR☆ANIS、谷本貴義、田村ゆかり、茅原実里、T.M.Revolution、仲谷明香、流田Project、橋本仁、fhána、petit milady、FLOW、堀江由衣、三澤紗千香、水樹奈々、三森すずこ、宮野真守、μ's、May'n、ゆいかおり、悠木碧、吉田仁美、LiSA、和田光司 | 「ONENESS」 | ライブイベント『Animelo Summer Live 2014 -ONENESS-』テーマソング                                 |
| 2014年5月28日  | 「ぷちます!! -プチプチ・アイドルマスター-」エンディングテーマ マキシシングル                                                   | 秋月律子（若林直美）、菊地真（平田宏美）、天海春香（中村繪里子）、如月千早（今井麻美） | 「ハロー＊ランチタイム」 | Webアニメ『ぷちます!! -プチプチ・アイドルマスター-』エンディングテーマ                           |
| 2014年6月18日  | ラムネ色 青春 | 765PRO ALLSTARS | 「ラムネ色 青春」 | 劇場アニメ『THE IDOLM@STER MOVIE 輝きの向こう側へ！』挿入歌                                      |
| 2014年8月13日  | 虹色ミラクル | 765PRO ALLSTARS | 「虹色ミラクル」 | 劇場アニメ『THE IDOLM@STER MOVIE 輝きの向こう側へ!』エンディングテーマ                           |
| 2014年8月13日  | 虹色ミラクル | 天海春香（中村繪里子）、星井美希（長谷川明子）、如月千早（今井麻美） | 「Fate of the World」 | 劇場アニメ『THE IDOLM@STER MOVIE 輝きの向こう側へ！』挿入歌                                      |
| 2014年8月27日  | THE IDOLM@STER MASTER ARTIST 3 Prologue ONLY MY NOTE                                                                           | 765PRO ALLSTARS | 「ONLY MY NOTE（M@STER VERSION）」 | ゲーム『アイドルマスター ワンフォーオール』関連曲                                                |
| 2014年10月22日 | THE IDOLM@STER M@STERS OF IDOL WORLD!!2014 特典CD                                                                              | 天海春香（中村繪里子）、如月千早（今井麻美）、星井美希（長谷川明子）、島村卯月（大橋彩香）、渋谷凛（福原綾香）、本田未央（原紗友里）、春日未来（山崎はるか）、最上静香（田所あずさ）、伊吹翼（Machico） | 「IDOL POWER RAINBOW」 | ライブイベント『THE IDOLM@STER M@STERS OF IDOL WORLD!!2014』テーマソング                         |
| 2014年10月22日 | THE IDOLM@STER M@STERS OF IDOL WORLD!!2014 特典CD                                                                              | 天海春香（中村繪里子）、如月千早（今井麻美）、星井美希（長谷川明子） | 「IDOL POWER RAINBOW」 | ライブイベント『THE IDOLM@STER M@STERS OF IDOL WORLD!!2014』テーマソング                         |
| 2014年11月26日 | THE IDOLM@STER LIVE THE@TER HARMONY 05                                                                                         | リコッタ | 「HOME, SWEET FRIENDSHIP」 「Welcome!!」 | ゲーム『アイドルマスター ミリオンライブ！』関連曲                                                |
| 2014年11月26日 | THE IDOLM@STER LIVE THE@TER HARMONY 05                                                                                         | 天海春香（中村繪里子） | 「キミがいて夢になる」 | ゲーム『アイドルマスター ミリオンライブ！』関連曲                                                |
| 2015年4月22日  | THE IDOLM@STER MASTER ARTIST 3 01 天海春香                                                                                     | 天海春香（中村繪里子） | 「ステキハピネス（M@STER VERSION）」 「Honey Heartbeat（M@STER VERSION）」 「天使の絵の具」 「アイスキャンディー」 「キミ＊チャンネル（M@STER VERSION）」 「ONLY MY NOTE（M@STER VERSION）」 | ゲーム『アイドルマスター ワンフォーオール』関連曲                                                |
| 2015年6月24日  | THE IDOLM@STER 765PRO LIVE THE@TER COLLECTION Vol.1                                                                            | 765PRO ALLSTARS | 「Welcome!!」 | ゲーム『アイドルマスター ミリオンライブ！』関連曲                                                |
| 2015年7月17日  | THE IDOLM@STER M@STERS OF IDOL WORLD!! 2015 M@STERPIECE & 10th Anniversary Mix                                                 | 天海春香（中村繪里子） | 「M@STERPIECE」 | 劇場アニメ『THE IDOLM@STER MOVIE 輝きの向こう側へ！』関連曲                                      |
| 2015年7月17日  | THE IDOLM@STER LIVE THE@TER SOLO COLLECTION Vol.02                                                                             | 天海春香（中村繪里子） | 「HOME, SWEET FRIENDSHIP」 | ゲーム『アイドルマスター ミリオンライブ！』関連曲                                                |
| 2015年9月30日  | THE IDOLM@STER LIVE THE@TER DREAMERS 01 Dreaming!                                                                              | MILLION ALLSTARS | 「Welcome!!」 | ゲーム『アイドルマスター ミリオンライブ！』関連曲                                                |
| 2015年10月28日 | THE IDOLM@STER LIVE THE@TER DREAMERS 02                                                                                        | 天海春香（中村繪里子）、春日未来（山崎はるか）、北上麗花（平山笑美）、北沢志保（雨宮天）、ジュリア（愛美）、高槻やよい（仁後真耶子）、所恵美（藤井ゆきよ）、七尾百合子（伊藤美来）、望月杏奈（夏川椎菜）、矢吹可奈（木戸衣吹） | 「Dreaming!」 | ゲーム『アイドルマスター ミリオンライブ！』関連曲                                                |
| 2015年10月28日 | THE IDOLM@STER LIVE THE@TER DREAMERS 02                                                                                        | 天海春香（中村繪里子）、春日未来（山崎はるか） | 「ハルカナミライ」 | ゲーム『アイドルマスター ミリオンライブ！』関連曲                                                |
| 2016年6月8日   | THE IDOLM@STER M@STERS OF IDOL WORLD!!2015 特典CD                                                                              | 天海春香（中村繪里子）、如月千早（今井麻美）、星井美希（長谷川明子）、島村卯月（大橋彩香）、渋谷凛（福原綾香）、本田未央（原紗友里）、春日未来（山崎はるか）、最上静香（田所あずさ）、伊吹翼（Machico） | 「アイ MUST GO!」 | ライブイベント『THE IDOLM@STER M@STERS OF IDOL WORLD!!2015』テーマソング                         |
| 2016年6月8日   | THE IDOLM@STER M@STERS OF IDOL WORLD!!2015 特典CD                                                                              | 天海春香（中村繪里子）、如月千早（今井麻美）、星井美希（長谷川明子） | 「アイ MUST GO!」 | ライブイベント『THE IDOLM@STER M@STERS OF IDOL WORLD!!2015』テーマソング                         |
| 2016年6月23日  | 「Caligula -カリギュラ-」フルアルバムCD                                                                                        | RePLiCA | 「idolatry -アイドラトリィ-」 | ゲーム『Caligula -カリギュラ-』主題歌                                                            |
| 2016年7月20日  | THE IDOLM@STER PLATINUM MASTER 00 Happy!                                                                                       | 天海春香（中村繪里子）、如月千早（今井麻美）、萩原雪歩（浅倉杏美）、水瀬伊織（釘宮理恵）、三浦あずさ（たかはし智秋）、我那覇響（沼倉愛美）、秋月律子（若林直美） | 「Happy!（M@STER VERSION）」 | ゲーム『アイドルマスター プラチナスターズ』関連曲                                                |
| 2016年8月17日  | THE IDOLM@STER PLATINUM MASTER 01 Miracle Night                                                                                | 天海春香（中村繪里子）、菊地真（平田宏美）、双海亜美 / 真美（下田麻美）、水瀬伊織（釘宮理恵） | 「Miracle Night（M@STER VERSION）」 | ゲーム『アイドルマスター プラチナスターズ』関連曲                                                |
| 2017年3月29日  | THE IDOLM@STER PLATINUM MASTER ENCORE 紅白応援V                                                                                | 765PRO ALLSTARS | 「紅白応援V」 「チェリー -PRODUCER MEETING 2017 MIX-」 「団結2010 -PRODUCER MEETING 2017 MIX-」 | イベント『THE IDOLM@STER PRODUCER MEETING 2017 765PRO ALLSTARS -Fun to the new vision!!-』関連曲 |
| 2017年3月29日  | THE IDOLM@STER PLATINUM MASTER ENCORE 紅白応援V                                                                                | 天海春香（中村繪里子）、三浦あずさ（たかはし智秋） | 「紅白応援V」 | イベント『THE IDOLM@STER PRODUCER MEETING 2017 765PRO ALLSTARS -Fun to the new vision!!-』関連曲 |
| 2017年7月26日  | THE IDOLM@STER MILLION THE@TER GENERATION 01 Brand New Theater!                                                                | 765 MILLION ALLSTARS | 「Brand New Theater!」 | ゲーム『アイドルマスター ミリオンライブ! シアターデイズ』テーマソング                            |
| 2017年7月26日  | THE IDOLM@STER MILLION THE@TER GENERATION 01 Brand New Theater!                                                                | 765 MILLION ALLSTARS | 「Dreaming!」 | ゲーム『アイドルマスター ミリオンライブ！ シアターデイズ』関連曲                                 |
| 2017年8月22日  | THE IDOLM@STER MASTER PRIMAL ROCKIN' RED                                                                                       | 天海春香（中村繪里子）、如月千早（今井麻美）、四条貴音（原由実）、秋月律子（若林直美） | 「BRAVE STAR」 | ゲーム『アイドルマスター』関連曲                                                                 |
| 2017年8月22日  | THE IDOLM@STER MASTER PRIMAL ROCKIN' RED                                                                                       | 天海春香（中村繪里子）、如月千早（今井麻美） | 「CRIMSON LOVERS」 | ゲーム『アイドルマスター』関連曲                                                                 |
| 2017年10月7日  | THE IDOLM@STER 765 MILLIONSTARS HOTCHPOTCH FESTIV@L!! Happy!でSHOW!                                                            | 天海春香（中村繪里子） | 「Happy!（M@STER VERSION）」 | ゲーム『アイドルマスター プラチナスターズ』関連曲                                                |
| 2017年10月18日 | ostinato | ミレイ（中村繪里子） | 「Sadistic Queen」 | ゲーム『Caligula -カリギュラ-』関連曲                                                            |
| 2017年10月28日 | アイドルマスター 10th メモリアルフィギュア 購入特典CD                                                                          | 天海春香（中村繪里子）、島村卯月（大橋彩香）、春日未来（山崎はるか） | 「アイ MUST GO! 〜10th メモリアルフィギュアver.〜」 | ライブイベント『THE IDOLM@STER M@STERS OF IDOL WORLD!!2015』関連曲                               |
| 2017年12月22日 | THE IDOLM@STER STELLA MASTER 00 ToP!!!!!!!!!!!!!                                                                               | 765PRO ALLSTARS | 「ToP!!!!!!!!!!!!!（M＠STER VERSION）」 | ゲーム『アイドルマスター ステラステージ』関連曲                                                  |
| 2018年1月5日   | THE IDOLM@STER ニューイヤーライブ!! 初星宴舞 会場オリジナルCD                                                                  | 天海春香（中村繪里子）、菊地真（平田宏美）、我那覇響（沼倉愛美） | 「キミ＊チャンネル（M@STER VERSION）」 | ゲーム『アイドルマスター ワンフォーオール』関連曲                                                |
| 2018年1月5日   | THE IDOLM@STER LIVE THE@TER SOLO COLLECTION 05 765PRO ALLSTARS                                                                 | 天海春香（中村繪里子） | 「Legend Girls!!」 | ゲーム『アイドルマスター ミリオンライブ！』関連曲                                                |
| 2018年1月31日  | THE IDOLM@STER MILLION THE@TER GENERATION 04 プリンセススターズ                                                                | プリンセススターズ | 「Brand New Theater!」 | ゲーム『アイドルマスター ミリオンライブ！ シアターデイズ』関連曲                                 |
| 2018年4月4日   | THE IDOLM@STER MILLION LIVE! M@STER SPARKLE 08                                                                                 | 765 MILLION ALLSTARS | 「Brand New Theater!」 | ゲーム『アイドルマスター ミリオンライブ！ シアターデイズ』関連曲                                 |
| 2018年4月18日  | THE IDOLM@STER STELLA MASTER 03 そしてぼくらは旅にでる                                                                         | 天海春香（中村繪里子）、萩原雪歩（浅倉杏美）、高槻やよい（仁後真耶子）、三浦あずさ（たかはし智秋） | 「そしてぼくらは旅にでる（M@STER VERSION）」 | ゲーム『アイドルマスター ステラステージ』関連曲                                                  |
| 2018年4月18日  | THE IDOLM@STER STELLA MASTER 03 そしてぼくらは旅にでる                                                                         | 天海春香（中村繪里子）、菊地真（平田宏美）、双海真美（下田麻美） | 「咲きませ!!乙女塾」 | ゲーム『アイドルマスター ステラステージ』関連曲                                                  |
| 2018年5月23日  | Caligula Overdose/カリギュラ オーバードーズ Original Soundtrack                                                                | RePLiCA | 「Cradle」 | ゲーム『Caligula Overdose -カリギュラ オーバードーズ-』主題歌                                    |
| 2018年6月13日  | THE IDOLM@STER STELLA MASTER ENCORE shy→shining                                                                                | 765PRO ALLSTARS | 「shy→shining（M@STER VERSION）」 | ゲーム『アイドルマスター ステラステージ』関連曲                                                  |
| 2018年6月13日  | THE IDOLM@STER STELLA MASTER ENCORE shy→shining                                                                                | 天海春香（中村繪里子） | 「shy→shining（M@STER VERSION）」 | ゲーム『アイドルマスター ステラステージ』関連曲                                                  |
| 2018年7月27日  | アイドルマスター ミリオンライブ！ Blooming Clover 第3巻限定版 オリジナルCD                                                     | 天海春香（中村繪里子）、春日未来（山崎はるか）、矢吹可奈（木戸衣吹） | 「ONLY MY NOTE」 | 漫画『アイドルマスター ミリオンライブ！ Blooming Clover』関連曲                                  |
| 2018年8月29日  | THE IDOLM@STER MILLION THE@TER GENERATION 11 UNION!!                                                                           | 765 MILLION ALLSTARS | 「UNION!!」 「Welcome!!」 | ゲーム『アイドルマスター ミリオンライブ！ シアターデイズ』関連曲                                 |
| 2019年1月9日   | ワールドウィッチーズシリーズ10周年記念 秘め歌コレクション特別盤 Vol.3 西ヨーロッパ篇                                           | 黒田那佳（中村繪里子） | 「Guilty Optimists」 | 『ワールドウィッチーズ』関連曲                                                                   |
| 2019年1月9日   | THE IDOLM@STER 初星-mix | 765PRO ALLSTARS | 「THE IDOLM@STER 初星-mix」 | ライブイベント『THE IDOLM@STER ニューイヤーライブ!! 初星宴舞』関連曲                             |
| 2019年1月30日  | THE IDOLM@STER ニューイヤーライブ!! 初星宴舞 LIVE Blu-ray 絢爛装丁版 特典CD                                                    | 765PRO ALLSTARS | 「THE IDOLM@STER 初星-mix ロングイントロver.」 | ライブイベント『THE IDOLM@STER ニューイヤーライブ!! 初星宴舞』関連曲                             |
| 2019年6月26日  | THE IDOLM@STER MILLION THE@TER GENERATION 18 765PRO ALLSTARS                                                                   | 765PRO ALLSTARS | 「LEADER!!」 「Brand New Theater!」 | ゲーム『アイドルマスター ミリオンライブ！ シアターデイズ』関連曲                                 |
| 2019年7月24日  | THE IDOLM@STER MILLION THE@TER WAVE 01 Flyers!!!                                                                               | 765 MILLION ALLSTARS | 「Flyers!!!」 | ゲーム『アイドルマスター ミリオンライブ！ シアターデイズ』関連曲                                 |
| 2019年9月11日  | 新ワールドウィッチーズシリーズ秘め歌コレクション特別版 ディジョン篇                                                            | 黒田那佳（中村繪里子）、ロザリー・ド・エムリコート・ド・グリュンネ（野水伊織） | 「What's really important?」 | 『ワールドウィッチーズ』関連曲                                                                   |
| 2020年8月5日   | THE IDOLM@STER MASTER ARTIST 4 01 天海春香                                                                                     | 天海春香（中村繪里子） | 「I'm yours」 「明日はきっといい日になる」 「卒業写真」 「マジで…!?」 「New Me, Continued」 | 『アイドルマスター』関連曲                                                                       |
| 2020年8月26日  | THE IDOLM@STER MILLION THE@TER WAVE 10 Glow Map                                                                                | 765 MILLION ALLSTARS | 「Glow Map」 | ゲーム『アイドルマスター ミリオンライブ！ シアターデイズ』関連曲                                 |
| 2020年9月30日  | なんどでも笑おう | THE IDOLM@STER FIVE STARS!!! | 「なんどでも笑おう」 | 「アイドルマスターシリーズ」関連曲                                                               |
| 2020年9月30日  | なんどでも笑おう【765PRO ALLSTARS盤】                                                                                          | 765PRO ALLSTARS | 「なんどでも笑おう」 | 「アイドルマスターシリーズ」関連曲                                                               |
| 2020年9月30日  | なんどでも笑おう【765PRO ALLSTARS盤】                                                                                          | 天海春香（中村繪里子） | 「なんどでも笑おう」 | 「アイドルマスターシリーズ」関連曲                                                               |
| 2020年10月28日 | THE IDOLM@STER MILLION THE@TER WAVE 12 ダイヤモンドダイバー◇                                                                   | ダイヤモンドダイバー◇ | 「Deep, Deep Blue」 「VIVA☆アクアリズム」 | ゲーム『アイドルマスター ミリオンライブ！ シアターデイズ』関連曲                                 |
| 2021年7月28日  | THE IDOLM@STER POPLINKS POPLINKS TUNE!!!!!                                                                                     | 天海春香（中村繪里子）、島村卯月（大橋彩香）、春日未来（山崎はるか）、天道輝（仲村宗悟）、櫻木真乃（関根瞳） | 「POP LINKS TUNE!!!!!」 | ゲーム『アイドルマスター ポップリンクス』テーマソング                                            |
| 2021年7月28日  | THE IDOLM@STER POPLINKS POPLINKS TUNE!!!!!                                                                                     | 天海春香（中村繪里子） | 「POP LINKS TUNE!!!!!」 | ゲーム『アイドルマスター ポップリンクス』テーマソング                                            |
| 2021年7月28日  | THE IDOLM@STER MILLION THE@TER SEASON Harmony 4 You                                                                            | 765 MILLION ALLSTARS | 「Harmony 4 You」 | ゲーム『アイドルマスター ミリオンライブ！ シアターデイズ』関連曲                                 |
| 2021年7月28日  | THE IDOLM@STER MILLION THE@TER SEASON Harmony 4 You                                                                            | 765PRO ALLSTARS | 「EVERYDAY STARS!!」 | ゲーム『アイドルマスター ミリオンライブ！ シアターデイズ』関連曲                                 |
| 2021年8月4日   | VOY@GER | THE IDOLM@STER FIVE STARS!!! | 「VOY@GER」 | 「アイドルマスターシリーズ」イメージソング                                                       |
| 2021年8月4日   | VOY@GER 765PRO ALLSTARS盤 | 765PRO ALLSTARS | 「VOY@GER」 | 「アイドルマスターシリーズ」イメージソング                                                       |
| 2021年8月4日   | VOY@GER 765PRO ALLSTARS盤 | 天海春香（中村繪里子） | 「VOY@GER」 | 「アイドルマスターシリーズ」イメージソング                                                       |
| 2021年9月29日  | THE IDOLM@STER MILLION LIVE! M@STER SPARKLE2 01                                                                                | 天海春香（中村繪里子） | 「HAPPY♪STEPPING!!DREAMING☆」 | ゲーム『アイドルマスター ミリオンライブ！ シアターデイズ』関連曲                                 |
| 2021年10月6日  | THE IDOLM@STER STARLIT SEASON 00 GR@TITUDE                                                                                     | Project LUMINOUS | 「GR@TITUDE」 | ゲーム『アイドルマスター スターリットシーズン』関連曲                                            |
| 2021年10月6日  | THE IDOLM@STER STARLIT SEASON 00 GR@TITUDE 日本コロムビア盤                                                                    | 765PRO ALLSTARS | 「GR@TITUDE」 | ゲーム『アイドルマスター スターリットシーズン』関連曲                                            |
| 2021年12月1日  | THE IDOLM@STER STARLIT SEASON 01                                                                                               | Project LUMINOUS | 「THE IDOLM@STER」 | ゲーム『アイドルマスター スターリットシーズン』関連曲                                            |
| 2021年12月1日  | THE IDOLM@STER STARLIT SEASON 01                                                                                               | 765PRO ALLSTARS、MILLIONSTARS | 「Thank you!」 | ゲーム『アイドルマスター スターリットシーズン』関連曲                                            |
| 2021年12月1日  | THE IDOLM@STER STARLIT SEASON 01                                                                                               | 765PRO ALLSTARS、シャイニーカラーズ | 「Spread the Wings!!」 | ゲーム『アイドルマスター スターリットシーズン』関連曲                                            |
| 2021年12月1日  | THE IDOLM@STER STARLIT SEASON 01                                                                                               | 天海春香（中村繪里子）、水瀬伊織（釘宮理恵）、菊地真（平田宏美）、我那覇響（沼倉愛美）、安部菜々（三宅麻理恵）、双葉杏（五十嵐裕美）、春日未来（山崎はるか）、大崎甘奈（黒木ほの香）、大崎甜花（前川涼子）、奥空心白（田中あいみ） | 「SESSION!」 | ゲーム『アイドルマスター スターリットシーズン』関連曲                                            |
| 2022年1月19日  | THE IDOLM@STER STARLIT SEASON 02                                                                                               | 765PRO ALLSTARS、シャイニーカラーズ | 「READY!!」 | ゲーム『アイドルマスター スターリットシーズン』関連曲                                            |
| 2022年1月19日  | THE IDOLM@STER STARLIT SEASON 02                                                                                               | 765PRO ALLSTARS、CINDERELLA GIRLS、MILLIONSTARS | 「Brand New Theater!」 | ゲーム『アイドルマスター スターリットシーズン』関連曲                                            |
| 2022年3月2日   | THE IDOLM@STER STARLIT SEASON 03                                                                                               | 765PRO ALLSTARS、MILLIONSTARS | 「UNION!!」 | ゲーム『アイドルマスター スターリットシーズン』関連曲                                            |
| 2022年4月13日  | THE IDOLM@STER STARLIT SEASON 04                                                                                               | 765PRO ALLSTARS | 「IDOL☆HEART」 | ゲーム『アイドルマスター スターリットシーズン』関連曲                                            |
| 2022年4月13日  | THE IDOLM@STER STARLIT SEASON 04                                                                                               | 天海春香（中村繪里子）、水瀬伊織（釘宮理恵）、菊地真（平田宏美）、我那覇響（沼倉愛美）、安部菜々（三宅麻理恵）、双葉杏（五十嵐裕美）、春日未来（山崎はるか）、田中琴葉（種田梨沙）、大崎甘奈（黒木ほの香）、大崎甜花（前川涼子）、奥空心白（田中あいみ）、詩花（高橋李依） | 「KAWAII ウォーズ」 | ゲーム『アイドルマスター スターリットシーズン』関連曲                                            |
| 2022年4月13日  | THE IDOLM@STER STARLIT SEASON 04                                                                                               | Project LUMINOUS、DIAMANT | 「GR＠TITUDE」 | ゲーム『アイドルマスター スターリットシーズン』関連曲                                            |
| 2022年4月13日  | THE IDOLM@STER STARLIT SEASON 04                                                                                               | 765PRO ALLSTARS、奥空心白（田中あいみ）、亜夜（日高里菜） | 「なんどでも笑おう」 | ゲーム『アイドルマスター スターリットシーズン』関連曲                                            |
| 2022年6月29日  | THE IDOLM@STER MILLION THE@TER SEASON LOVERS HEART                                                                             | LOVERS HEART | 「空色♡ Birthday Card」 「Harmony 4 You」 | ゲーム『アイドルマスター ミリオンライブ！ シアターデイズ』関連曲                                 |
| 2022年6月29日  | THE IDOLM@STER MILLION THE@TER SEASON LOVERS HEART                                                                             | 望月杏奈（夏川椎菜）、矢吹可奈（木戸衣吹）、天海春香（中村繪里子）、ジュリア（愛美） | 「CHEER UP! HEARTS UP!」 | ゲーム『アイドルマスター ミリオンライブ！ シアターデイズ』関連曲                                 |
| 2022年7月9日   | THE IDOLM@STER LIVE THE@TER SOLO COLLECTION 10 765PRO ALLSTARS                                                                 | 天海春香（中村繪里子） | 「ハルカナミライ」 | ゲーム『アイドルマスター ミリオンライブ！』関連曲                                                |
| 2022年7月9日   | THE IDOLM@STER 765PRO ALLSTARS LIVE SUNRICH COLORFUL コロムビア会場オリジナルCD                                                | 天海春香（中村繪里子） | 「BRAVE STAR」 | ゲーム『アイドルマスター』関連曲                                                                 |
| 2022年7月27日  | THE IDOLM@STER MILLION THE@TER SEASON 夢にかけるRainbow                                                                        | 765 MILLION ALLSTARS | 「夢にかけるRainbow」 | ゲーム『アイドルマスター ミリオンライブ！ シアターデイズ』関連曲                                 |
| 2022年7月27日  | THE IDOLM@STER MILLION THE@TER SEASON 夢にかけるRainbow                                                                        | プリンセススターズ | 「夢にかけるRainbow」 | ゲーム『アイドルマスター ミリオンライブ！ シアターデイズ』関連曲                                 |
| 2022年12月14日 | THE IDOLM@STER MILLION THE@TER VARIETY 02                                                                                      | 765 MILLION ALLSTARS | 「Brand New Theater! 〜Brand New Year Ver.〜」 | ゲーム『アイドルマスター ミリオンライブ！ シアターデイズ』関連曲                                 |
| 2023年2月11日  | THE IDOLM@STER M@STERS OF IDOL WORLD!!!!! 2023 なんどでも笑おう                                                                | 765PRO ALLSTARS | 「なんどでも笑おう」 | 「アイドルマスターシリーズ」関連曲                                                               |
| 2023年2月11日  | THE IDOLM@STER M@STERS OF IDOL WORLD!!!!! 2023 なんどでも笑おう                                                                | 天海春香（中村繪里子） | 「なんどでも笑おう」 | 「アイドルマスターシリーズ」関連曲                                                               |
| 2023年2月22日  | THE IDOLM@STER MILLION THE@TER SEASON FINAL                                                                                    | 佐竹美奈子（大関英里）、北沢志保（雨宮天）、天海春香（中村繪里子）、舞浜歩（戸田めぐみ）、松田亜利沙（村川梨衣） | 「オレンジ・エピソード」 | ゲーム『アイドルマスター ミリオンライブ！ シアターデイズ』関連曲                                 |
| 2023年3月23日  | THE IDOLM@STER 765 MILLION ALLSTARS BEST                                                                                       | 765 MILLION ALLSTARS | 「Thank You!（765 MILLION ALLSTARS ver.）」 「夢にかけるRainbow（Brand New Ver.）」 「Crossing!」 | ゲーム『アイドルマスター ミリオンライブ！ シアターデイズ』関連曲                                 |
| 2023年7月26日  | THE IDOLM@STER 765PRO LIVE THE@TER COLLECTION Vol.2                                                                            | 765PRO ALLSTARS | 「Dreaming!」 「UNION!!」 「Flyers!!!」 「Glow Map」 「Harmony 4 You」 「夢にかけるRainbow」 | ゲーム『アイドルマスター ミリオンライブ！ シアターデイズ』関連曲                                 |
| 2023年7月26日  | CRYST@LOUD | 天海春香（中村繪里子）、渋谷凛（福原綾香）、伊吹翼（Machico）、天道輝（仲村宗悟）、八宮めぐる（峯田茉優） | 「CRYST@LOUD」 | ライブイベント『THE IDOLM@STER M@STERS OF IDOL WORLD!!!!! 2023』テーマソング                     |
| 2023年7月26日  | CRYST@LOUD | 天海春香（中村繪里子） | 「CRYST@LOUD」 | ライブイベント『THE IDOLM@STER M@STERS OF IDOL WORLD!!!!! 2023』テーマソング                     |
| 2023年7月26日  | THE IDOLM@STER MILLION LIVE! グッドサイン                                                                                      | 765 MILLION ALLSTARS | 「グッドサイン」 | ゲーム『アイドルマスター ミリオンライブ！ シアターデイズ』関連曲                                 |
| 2023年7月26日  | THE IDOLM@STER MILLION LIVE! グッドサイン                                                                                      | 765PRO ALLSTARS | 「グッドサイン」 | ゲーム『アイドルマスター ミリオンライブ！ シアターデイズ』関連曲                                 |
| 2024年2月21日  | THE IDOLM@STER MILLION ANIMATION THE@TER START THE DREAM                                                                       | 765 MILLIONSTARS | 「READY!!（Anime ver.）」 | テレビアニメ『アイドルマスター ミリオンライブ！』挿入歌                                          |
| 2024年7⽉31⽇  | THE IDOLM@STER MILLION LIVE! 7Days A Week!!                                                                                    | 765 MILLION ALLSTARS | 「7Days A Week!!」 「DIAMOND DAYS」 | ゲーム『アイドルマスター ミリオンライブ！ シアターデイズ』関連曲                                 |
| 2024年7⽉31⽇  | THE IDOLM@STER LIVE THE@TER SOLO COLLECTION 「DIAMOND DAYS」 765PRO ALLSTARS                                                   | 天海春香（中村繪里子） | 「DIAMOND DAYS」 | ゲーム『アイドルマスター ミリオンライブ！ シアターデイズ』関連曲                                 |
| 2024年12月11日 | アイ NEED YOU（FOR WONDERFUL STORY）【765PRO ALLSTARS盤】                                                                      | THE IDOLM@STER BRILLIANT STARS | 「アイ NEED YOU（FOR WONDERFUL STORY）」 | 「アイドルマスターシリーズ」20周年記念楽曲                                                       |
| 2024年12月11日 | アイ NEED YOU（FOR WONDERFUL STORY）【765PRO ALLSTARS盤】                                                                      | 765PRO ALLSTARS | 「アイ NEED YOU（FOR WONDERFUL STORY）」 | 「アイドルマスターシリーズ」20周年記念楽曲                                                       |
| 2024年12月11日 | アイ NEED YOU（FOR WONDERFUL STORY）【765PRO ALLSTARS盤】                                                                      | 天海春香（中村繪里子） | 「アイ NEED YOU（FOR WONDERFUL STORY）」 | 「アイドルマスターシリーズ」20周年記念楽曲                                                       |
| 2025年1月29日  | THE IDOLM@STER MILLION MOVEMENT OF ASTROLOGIA 03 Stellar Light                                                                 | 四条貴音（原由実）、萩原雪歩（浅倉杏美）、天海春香（中村繪里子）、水瀬伊織（釘宮理恵） | 「Stellar Light」 | ゲーム『アイドルマスター ミリオンライブ！ シアターデイズ』関連曲                                 |

### その他参加作品
| 発売日        | 商品名                                 | 歌                                 | 楽曲 | 備考                                 |
| ------------- | -------------------------------------- | ---------------------------------- | --- | ------------------------------------ |
| 2007年5月30日 | THE IDOLM@STER RADIO TOP×TOP!          | たかはし智秋、今井麻美、中村繪里子 | 「夢をあきらめないで」 | ラジオ『THE IDOLM@STER RADIO』関連曲 |
| 2008年6月4日  | THE IDOLM@STER RADIO COLORFUL MEMORIES | 中村繪里子                         | 「愛のために。」 | ラジオ『THE IDOLM@STER RADIO』関連曲 |
| 2009年3月18日 | 百歌声爛 女性声優編III                 | 中村繪里子                         | 「タッチ」 「キューティーハニー」 「獣拳戦隊ゲキレンジャー」 「未来形アイドル」 「ホームワークが終わらない」 「ふたりのもじぴったん」 「HEART OF SWORD 〜夜明け前〜」 「乙女のポリシー」 「若草の招待状」 「王蟲との交流」 |                                      |

## ライブ
|     | 出演日         | タイトル                                                                                | 会場                                           |
| --- | -------------- | --------------------------------------------------------------------------------------- | ---------------------------------------------- |
| 1st | 2012年11月3日  | ら♡ら☆ら♪なかむランド〜Love♡Laugh☆Live♪〜                                               | 新宿BLAZE（東京都）                            |
| 2nd | 2013年5月5日   | 中村繪里子 GO!GO!LIVE! ら♥ら★ら♪なかむランド〜Love♥Laugh★Live♪〜                        | Shibuya O-EAST（東京都）                       |
| 3rd | 2013年11月17日 | 中村繪里子 Anniversary Live ら♥ら★ら♪なかむランド〜Love♥Laugh★Live♪〜                   | 品川・ステラボール（東京都）                   |
| 4th | 2014年11月16日 | 中村繪里子 Fan Fun Live ら♥ら★ら♪なかむランド〜Love♥Laugh★Live♪〜                       | 品川・ステラボール（東京都）                   |
| 5th | 2015年5月5日   | 中村繪里子 ワールドミュージックフェスティバル ら♥ら★ら♪なかむランド〜Love♥Laugh★Live♪〜 | 相模女子大学グリーンホール大ホール（神奈川県） |
| 6th | 2015年11月8日  | 中村繪里子 Thank You LIVE ら♥ら★ら♪なかむランド〜Love♥Laugh★Live♪〜                     | 品川・ステラボール（東京都）                   |